# Rosa agnesii
Rosa agnesii es una especie de planta del género Rosa, de la familia Rosaceae.

## Taxonomía
Rosa agnesii fue descrita por Ker.-Nagy en 2012.

## Distribución
Se encuentra en el territorio de Rumania.